# Saxifraga wahlenbergii
Saxifraga wahlenbergii är en stenbräckeväxtart som beskrevs av John Ball. Saxifraga wahlenbergii ingår i Bräckesläktet som ingår i familjen stenbräckeväxter. Inga underarter finns listade i Catalogue of Life.

## Bildgalleri

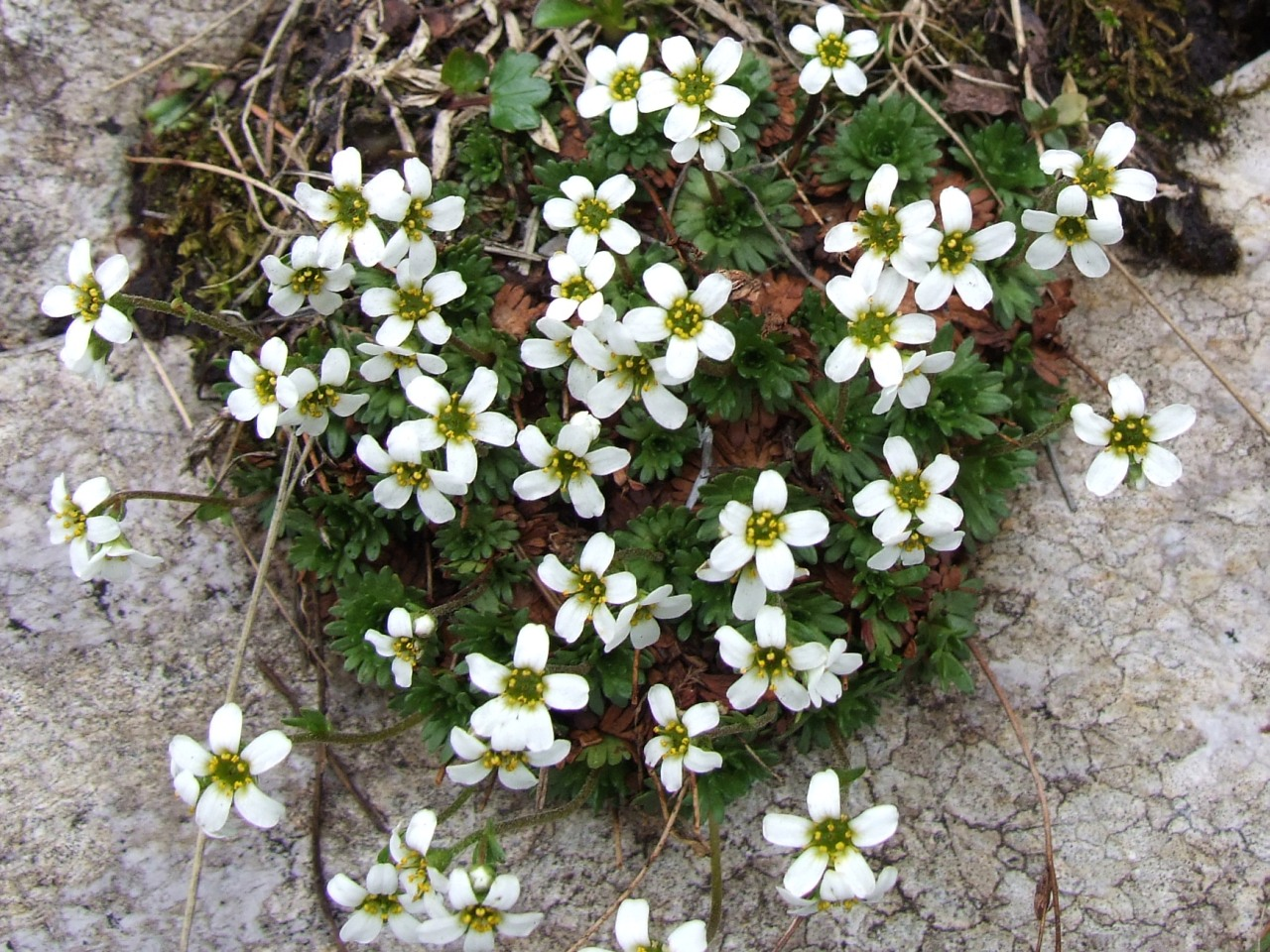
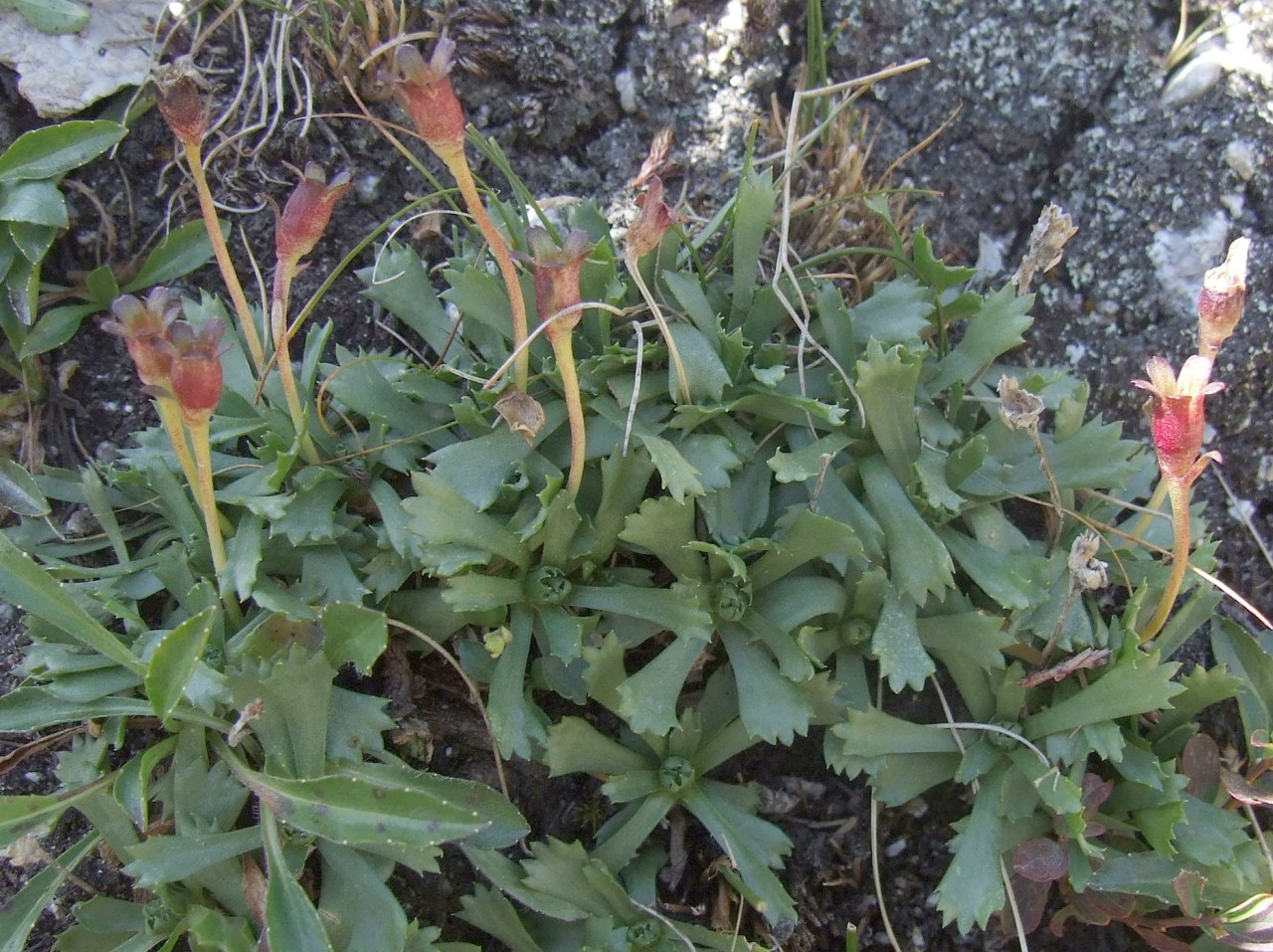